# يارلا
يارلا، هو ملك سومر، اسمه يارلا لانجاب وحكم في أواخر الألفية الثالثة قبل الميلاد، ويعتبر الحاكم التاسع لغوتيان من سلالة جوتيان في سومر،المذكور في قائمة الملوك السومريين. وكان يارلا خليفة إيبات، ثم خلف كوروم يارلا.